# Howard William Kennard
Howard William Kennard (Brighton, 23 marzo 1878 – 12 novembre 1955) è stato un diplomatico e ambasciatore britannico a Varsavia nei giorni della crisi dell'agosto 1939, che portarono allo scoppio della seconda guerra mondiale.

## Biografia
Entrò i diplomazia nel 1901 e compì il suo apprendistato a Roma, Teheran, Washington, L'Avana e Tangeri. Nel 1920 si sposò con l'americana Harriet Norris, da cui ebbe un figlio. Nel 1925 divenne ministro plenipotenziario britannico in Jugoslavia, dove rimase fino al 1929. Dal 1929 al 1931 fu ministro plenipotenziario in Svezia, poi dal 1931 al 1935 in Svizzera. Dal 1939 fu ambasciatore straordinario e plenipotenziario presso il governo polacco, continuando la sua funzione fino al 1941, presso il governo polacco in esilio a Londra.
Durante la crisi dell'agosto 1939, che porto allo scoppio della seconda guerra mondiale, fu uno dei protagonisti, riuscendo a manovrare con molta efficacia affinché la Polonia si mostrasse moderata di fronte alle provocazioni tedesche e portando Gran Bretagna e Polonia alla firma dell'accordo firmato pochi giorni prima dello scoppio della guerra, garantendo così l'intervento anglo-francese al fianco dei polacchi.